# Blood Cancer Journal
Das Blood Cancer Journal, abgekürzt Blood Cancer J., ist eine wissenschaftliche Fachzeitschrift, die von der Nature Publishing Group veröffentlicht wird. Die Zeitschrift erscheint mit zwölf Ausgaben im Jahr. Es werden Arbeiten veröffentlicht, die sich mit malignen hämatologischen Erkrankungen beschäftigen.
Der Impact Factor lag im Jahr 2016 bei 6,126. Nach der Statistik des ISI Web of Knowledge wird das Journal mit diesem Impact Factor in der Kategorie Onkologie an 33. Stelle von 217 Zeitschriften geführt.